# Harpago
Genre
Harpago est un genre de mollusques gastéropodes de la famille des Strombidae, proche du (et anciennement confondu avec le) genre Lambis.

## Systématique
Le genre Harpago a été créé en 1852 par le zoologiste danois Otto A. L. Mørch (1828-1878).

## Liste des espèces
Selon World Register of Marine Species (19 octobre 2015) :
- Harpago arthriticus (Röding, 1798)
- Harpago chiragra (Linnaeus, 1758)

Certaines sources ajoutent Harpago rugosa (G.B. Sowerby II, 1842), que WoRMS considère comme la sous-espèce Harpago chiragra rugosus. De même, d'autres sources confondent les deux espèces via la sous-espèce Harpago chiragra arthritica.

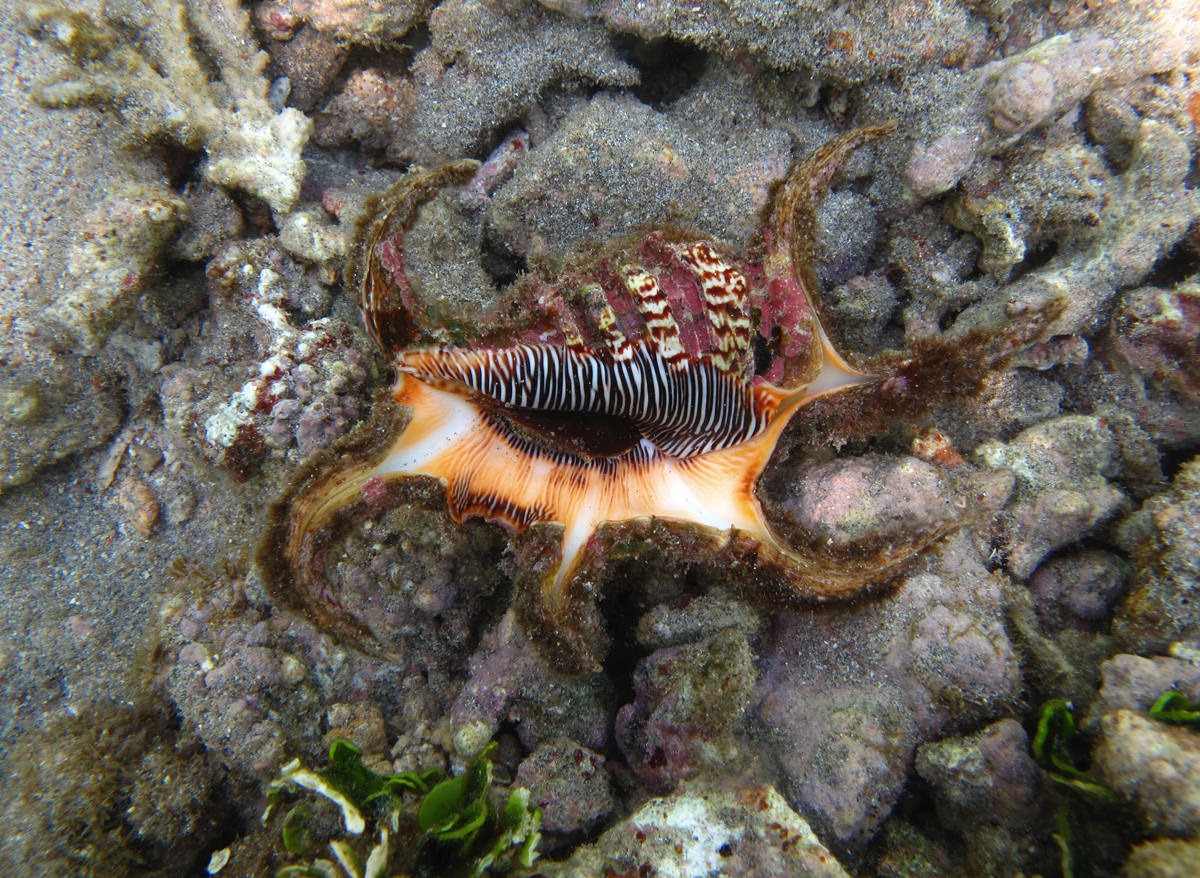
Harpago arthriticus.
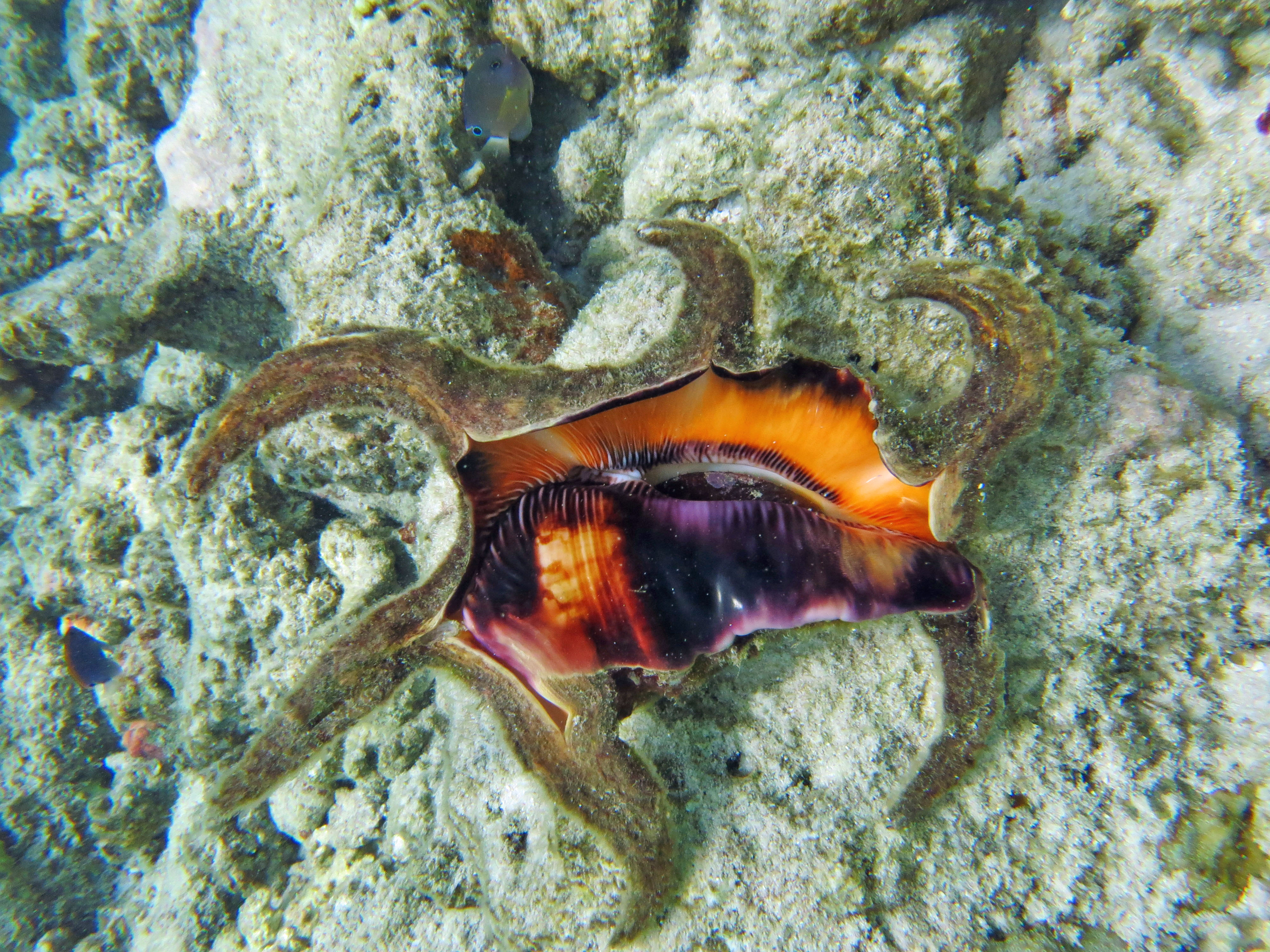
Harpago chiragra.
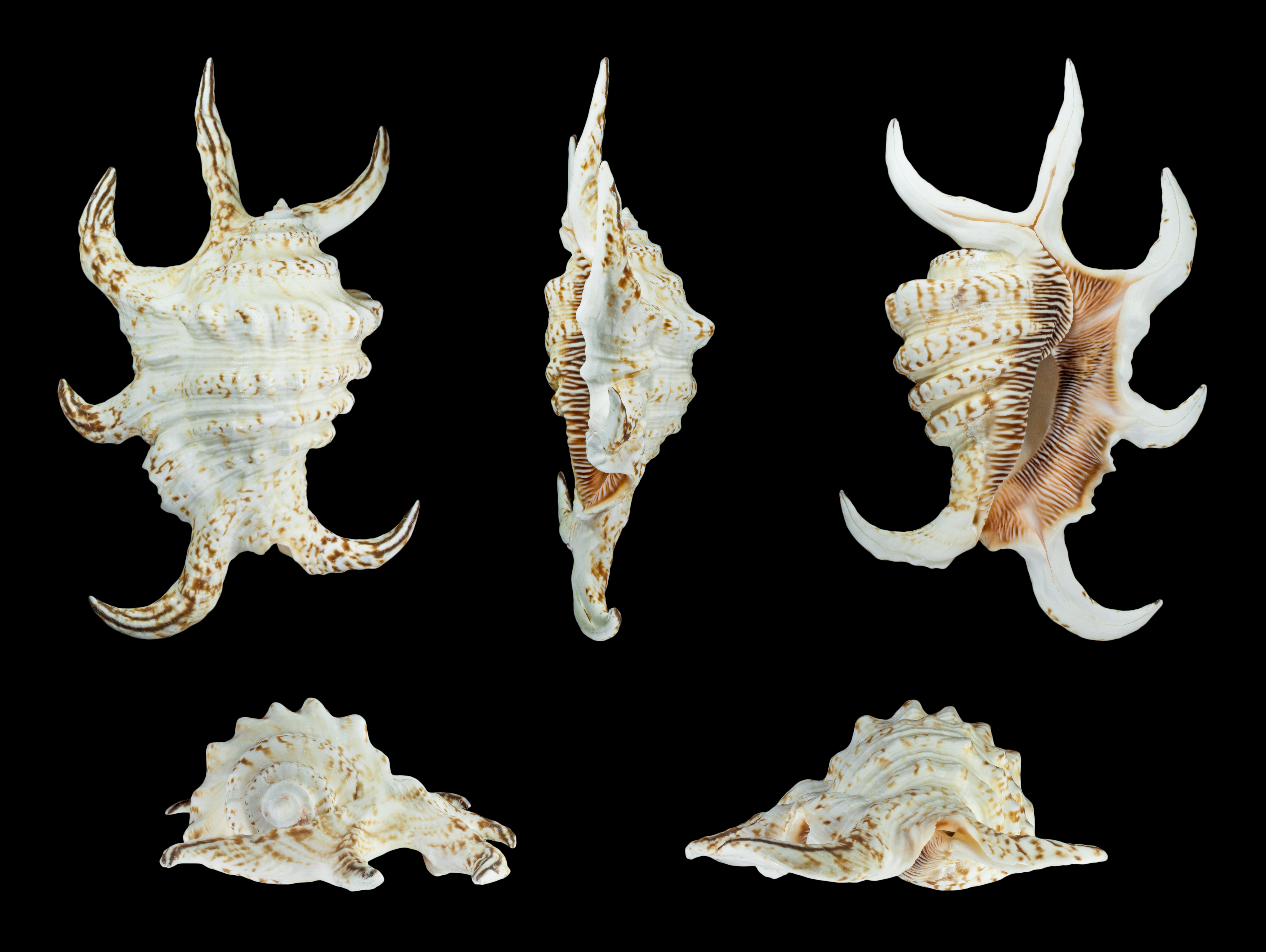
Harpago arthriticus ; longueur 138 mm ; origine Philippines.